# Jaime Cubero
Jaime Cubero (Jundiaí, 5 de abril de 1926 - São Paulo, 20 de mayo de 1998) fue un intelectual, periodista, educador y activista brasileño vinculado al movimiento anarquista. En su adolescencia fundó, con la ayuda de amigos, el Centro Juvenil de Estudios Sociales (en portugués: Centro Juvenil de Estudos Sociais). Participó en numerosas actividades (conferencias, cursos, debates, obras de teatro) en centros culturales de Río de Janeiro y São Paulo. Como militante anarquista activo, mantuvo una línea crítica con el Estado Novo de Getúlio Vargas y la dictadura militar en Brasil, así como con el autoritarismo de los partidos políticos brasileños y marxistas.
Trabajó para el diario O Globo entre 1954 y 1964, cuando fue obligado a marcharse por la dictadura militar. Participó activamente en círculos académicos y estudiantiles, asesorando sobre la historia de los movimientos sociales brasileños y la pedagogía libertaria. Participó en congresos anarquistas en Brasil y en el exterior. En los últimos años se desempeñó como editor de la revista Libertárias. Murió a los 71 años, por problemas de salud.

## Lectura complementaria
- Romera Valverde, Antonio José (2007). «Socialismo libertário, educação e autodidatismo: entrevista-depoimento  de  Jaime  Cubero». Educação e Pesquisa (São Paulo: Pontifical Catholic University of São Paulo) 34: 393-408. ISSN 1517-9702. OCLC 806496900.
- Carvalho Ferreira, José M. «Jaime Cubero e o movimento anarquista no Brasil». Revista Utopia (8). OCLC 1165500164.